# Nataly Andrea Rojas Barnett
Nataly Andrea Rojas Barnett (Lima, 2001) es una ingeniera electrónica peruana. Lideró la misión Aurora en Polonia y es la primera comandante astronauta análoga peruana.

## Trayectoria profesional
Rojas estudió ingeniería electrónica en la Universidad Nacional Mayor de San Marcos.Se graduó en abril del 2024.
En 2020, viajó a Turquía para realizar una pasantía en el laboratorio de ingeniería aeroespacial de la Universidad de Estambul, donde realizó investigaciones relacionadas con sistemas aeroespaciales. En 2021, obtuvo la certificación como piloto de Sistemas Aéreos Remotamente Pilotados (RPAS) por la Dirección General de Aeronáutica Civil del Ministerio de Transportes y Comunicaciones de Perú. Ese mismo año, colaboró con la Agencia Japonesa de Exploración Aeroespacial (JAXA), y amplió sus conocimientos en tecnología espacial. En 2022, formó parte del proyecto del medidor ambiental KON, un instrumento que capta los ruidos del ambiente, el índice UV de radiación y el material particulado menor, todos agentes que podrían ser nocivos para la salud. Este proyecto fue finalista en los Premios Verdes. En 2023 formó parte de un equipo que inventó una aplicación de celular que incluye software para personas con discapacidad auditiva y verbal, capacitaciones en lengua de señas y braille. La aplicación fue nombrada Yapaykuy y resultó ganadora de Premios Verdes 2023.
En 2024, participó como mentora en el NASA Space Apps Challenge en México. Ese mismo año, lideró el programa Aurora en Polonia y se convirtió en la primera mujer peruana en asumir el rol de comandante astronauta análoga en una misión que simuló las condiciones de vida en Marte.

## Reconocimientos
- En 2023 recibió los Premios Verdes, como parte del equipo que desarrolló el sistema inclusivo "Yapaykuy".[1]